# Steinkreuz bei Ungerthal

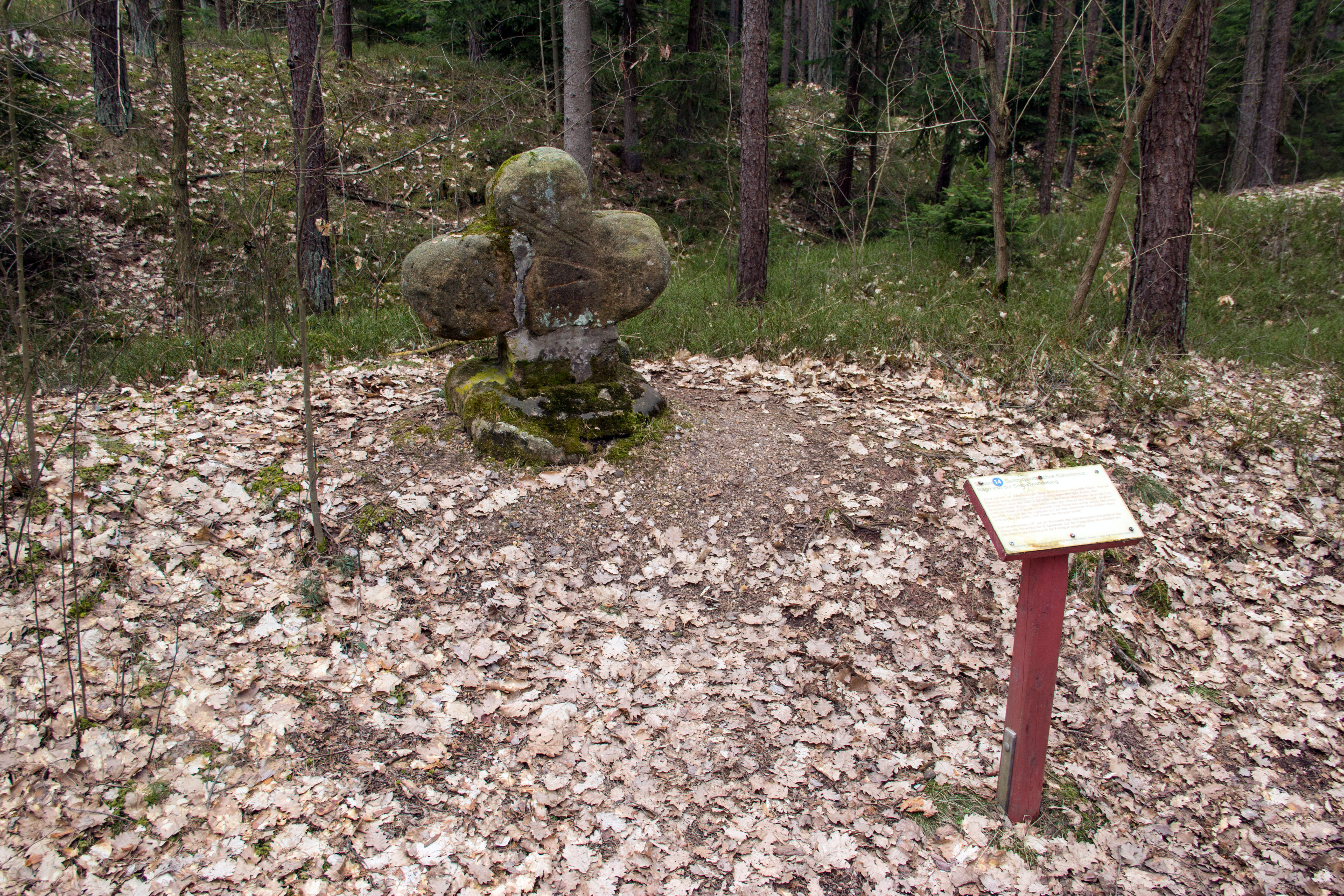
Steinkreuz bei Ungerthal, Standort

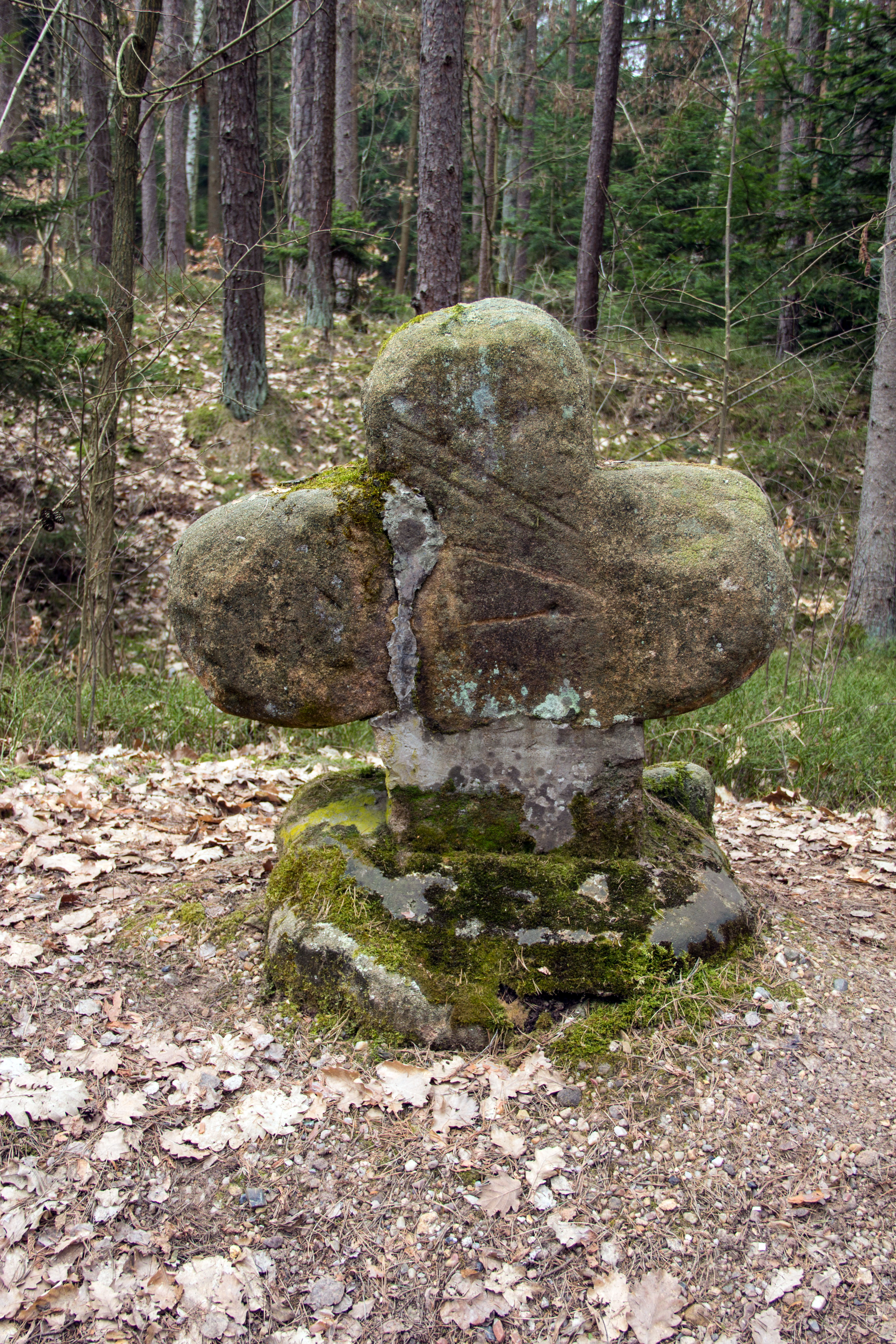
Vorderseite

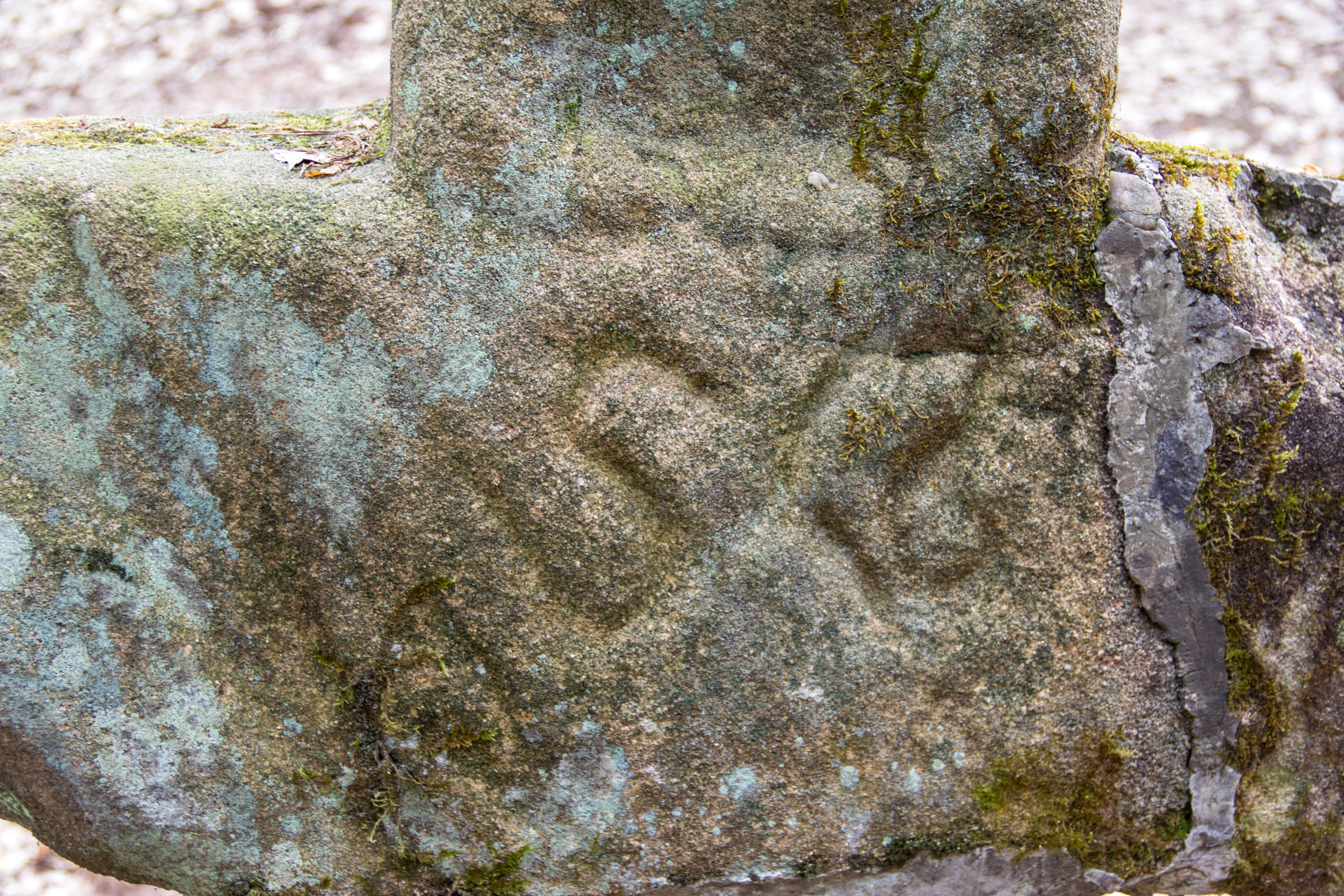
Rückseite, SP-Grenze zum Spitalwald

Das Steinkreuz bei Ungerthal ist ein historisches Flurdenkmal bei Ungerthal, einem Gemeindeteil der mittelfränkischen Gemeinde Büchenbach im Landkreis Roth in Bayern. Lokal wird es auch Fuhrmannskreuz genannt.

## Lage
Das Steinkreuz befindet sich im Wald etwa 750 Meter südöstlich von Ungerthal und 900 Meter nördlich von Kühedorf.
Es steht dort nahe einer Forststraße und ist die Station Nummer 14 des 14 Kilometer langen Sagenwanderweg im Heidenberg.

## Beschreibung
Bei dem Steinkreuz handelt es sich nicht um ein typisches Sühnekreuz, das ein Mörder aufstellen musste, sondern um ein Denkmal an einen tödlichen Unfall. Das gedrungen wirkende Sandsteinkreuz hat die Form eines Griechischen Kreuzes und ist etwa 90 cm × 60 cm × 20 cm groß. Es steht auf einem Steinsockel. Der linke Kreuzarm war abgebrochen und wurde wieder angefügt. Vorder- und Rückseite weisen im Kreuzungsfeld Einzeichnungen auf. Auf der Vorderseite ist ein Hemmschuh sowie Wetzrillen und auf der Rückseite die Buchstaben SP eingemeißelt. Das Kreuz markierte früher damit die Grenze zum Schwabacher SPitalwald. Der Hemmschuh versteht sich als Warnung an die Fuhrleute.
Vor Ort ist eine Informationstafel aufgestellt:

„Einst soll hier am Weißenburger Stieg ein Fuhrmann vergessen haben trotz der Warnung seines Beifahrers vor dem abschüssigen lehmigen Boden, den Bremsschuh unter das Rad zu schieben – die Pferde strauchelten unter der Last des rutschenden Wagen - sein Stoßseufzer gen Himmel kam zu spät – er geriet unter die Räder und wurde zerquetscht. Zum Gedenken wurde dieses Steinkreuz errichtet. So muß der Verunglückte nun auf dem steinernen Kreuzbalken sitzen, nicht sichtbar für jeden, und warten, bis ihn einer erlöst.“

Auf historischen Karten des 19. Jahrhunderts ist das Kreuz als Kreuz Stein eingetragen.